# Edificio Nicolás Mihanovich
El Edificio de la Compañía Argentina de Navegación "Nicolás Mihanovich" Ltda. se encuentra entre la Avenida Leandro N. Alem y la calle 25 de Mayo, ocupando en toda la cuadra la vereda sur de la calle Teniente General Perón. Se destaca por su torre-faro que mira hacia el Puerto Madero. Actualmente aloja oficinas del Correo Argentino, y está en el bajo del barrio de San Nicolás, en la ciudad de Buenos Aires, Argentina.

## Historia

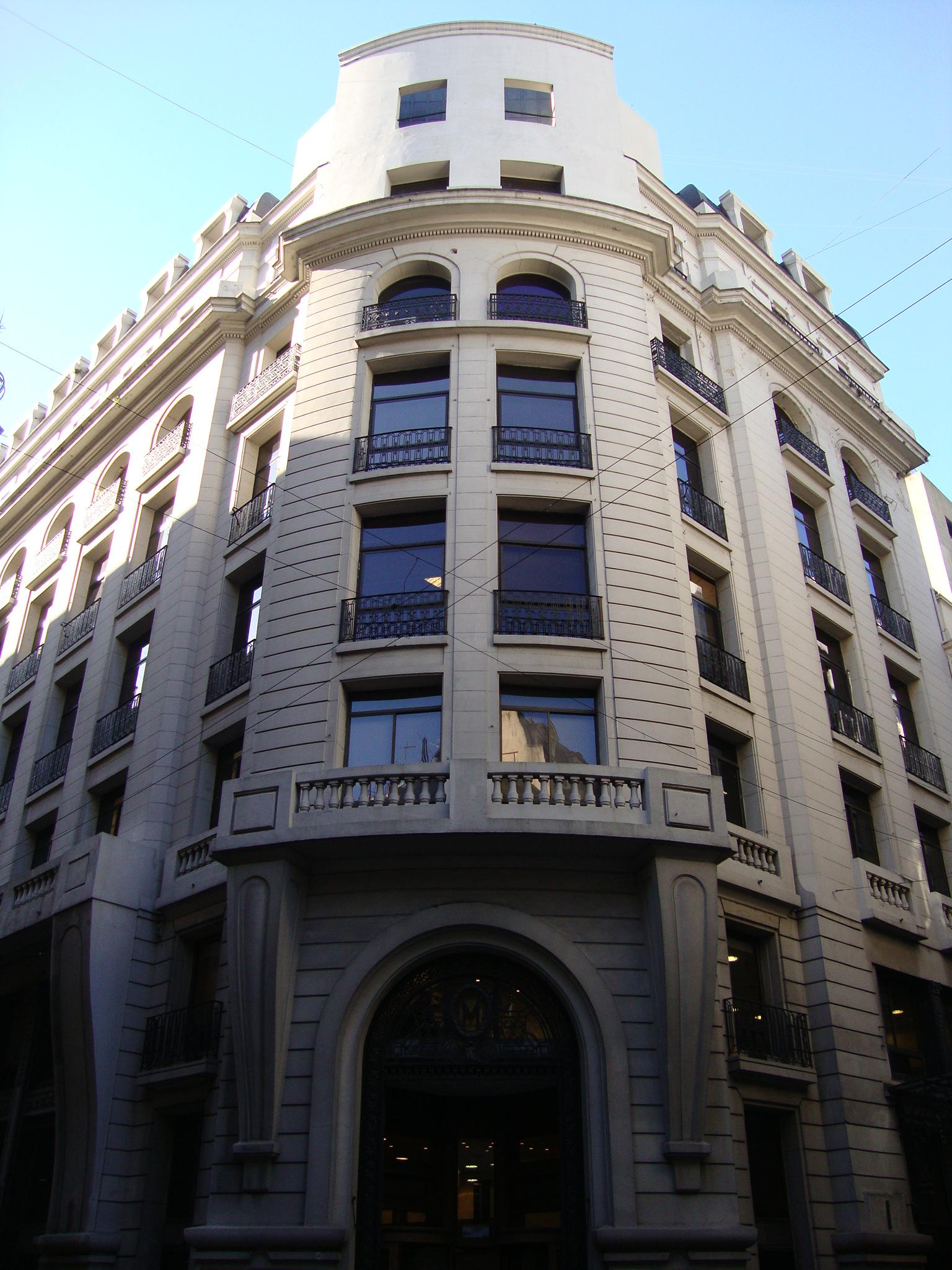
La entrada principal, por la esquina de 25 de Mayo y Perón. La cúpula fue reemplazada por nuevos pisos durante la remodelación.

Nicolás Mihanovich fue un austrohúngaro que llegó a la Argentina hacia fines de la década de 1860, y se dedicó a montar una flota de embarcaciones junto con dos socios compatriotas. Según varias fuentes gracias a sus servicios de transporte en la Guerra de la Triple Alianza, la empresa fue muy exitosa y creció rápidamente. En 1888 Mihanovich se hizo con la totalidad de la compañía, en 1903 la transformó en sociedad anónima, y finalmente abandonó su trabajo activo en 1907, manteniendo sus acciones mayoritarias. En 1909, ante la conveniencia del mercado británico para permitir el crecimiento de su compañía, decidió transformarla en la The Argentine Navigation Company (Nicolás Mihanovich) Limited (en español: Compañía Argentina de Navegación (Nicolás Mihanovich) Limitada), con base en Londres pero manteniendo todavía sus acciones mayoritarias.
Desde 1905 la compañía tenía sus oficinas al público en la planta baja del Palace Hotel, uno de los primeros hoteles internacionales porteños, que era propiedad de Mihanovich. En la vereda opuesta cruzando la calle Cangallo (hoy Teniente General Perón) fue comprado un lote con salida al Paseo de Julio (hoy Av. Leandro Alem) y a la calle 25 de Mayo, y el ingeniero y arquitecto Joseph Markovich o José Marcovich (padre de la fotógrofa surrealista Dora Maar), compatriota del naviero, proyectó un edificio de oficinas de rentas (alquiler) para Mihanovich. La empresa Bonneu Ibero, Parodi y Figini fue la constructora a cargo, y se terminó hacia 1912, como lo atestigua una inscripción en su torre.

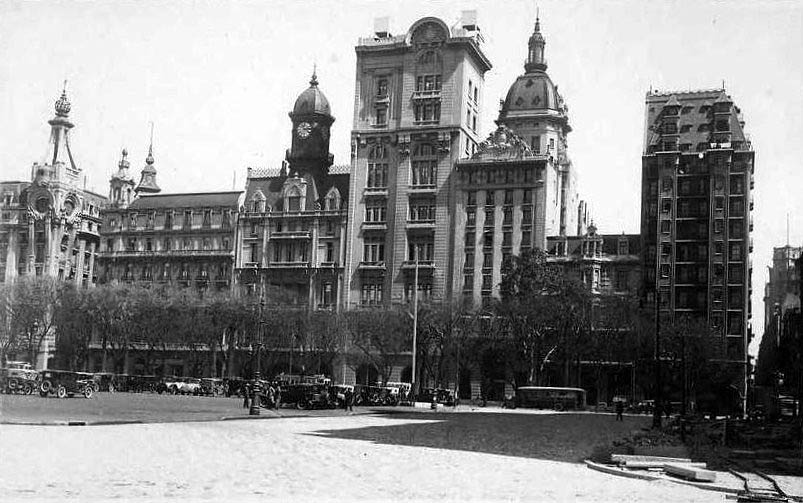
A la izquierda en esta imagen, durante los años '30

Con la muerte de Mihanovich, la empresa pasó a manos de Nicolás Dodero, quien la transformó en la Compañía Argentina de Navegación Dodero S.A., que en 1945 se trasladó al Edificio Yatahi. Luego de pasar por varias manos, el inmueble alojó al Banco Irvin Austral y luego al Bank of New York, que encargó a los estudios de arquitectura Dujovne-Hirsch y Manteola-Sánchez Gómez-Santos-Solsona-Sallaberry la remodelación integral de los interiores, realizada entre 1989 y 1990. Durante la modificación, también la fachada fue alterada, perdiendo la cúpula sobre la esquina de la calle 25 de Mayo, varias molduras y apliques y el agregado de estructuras nuevas, desvirtuando el estilo original del edificio. Actualmente funciona en la planta baja la sucursal "Centro" del Correo Argentino.